# Magellanpinguin
Der Magellanpinguin (Spheniscus magellanicus) ist eine Vogelart in der Gattung der Brillenpinguine (Spheniscus). Er kommt im Süden Südamerikas vor. Ihren wissenschaftlichen Namen erhielt die Art wegen ihrer Häufigkeit an den Küsten der „Terra Magellanica“, die etwa dem Gebiet von Patagonien entspricht.

## Aussehen
Der Magellanpinguin ist etwa 70 cm lang und wiegt vier Kilogramm. Der Kopf und die Oberseite von Rumpf, Flügel und Schwanz sind schwarz. Die Unterseite des Rumpfes und der Flügel ist weiß, hier befinden sich jedoch wenige unregelmäßig verteilte schwarze Punkte. Ein weißer Streifen läuft von der Kehle in einem geschwungenen Bogen über den Hals und hinter der Wange zum Überaugenstreif bis zur Schnabelwurzel. Die weiße Umrandung des Auges vereinigt sich mit diesem Überaugenstreif. Von der Schnabelwurzel aus zieht ein kleiner weißer Tropfen bis auf Augenhöhe. Vorne über dem Auge bis zur Schnabelwurzel ist das Gefieder leicht rosafarben angehaucht. Von der Brust zieht sich ein schwarzes Band an den Flanken bis zu den Beinen, vor denen es sich verjüngt und deutlich vor den Füßen spitz zulaufend endet. Die Iris ist dunkelrot, die Beine sind hautfarben mit schwarzen Hautschuppen auf der Oberseite. Der Schnabel ist größtenteils schwarz und unregelmäßig hornfarben gefärbt. Weibchen sind unwesentlich kleiner als Männchen und unterscheiden sich nicht im Gefieder. Das zweite Dunengefieder der Jungvögel ist graubraun und auf Brust, Bauch und Kehle weiß. Um die Augen und auf den Wangen befindet sich ein heller Bereich, der mit der weißen Kehle verbunden ist. Flügge Jungvögel ähneln den Altvögeln sehr.

## Verbreitung, Bestand und Gefährdung
Der Magellanpinguin kommt an den felsigen Küsten der Falklandinseln, in Chile, Argentinien, Uruguay und teilweise auch im Süden Brasiliens vor. Der Bestand auf den Falklandinseln beträgt über 100.000 Brutpaare, an den Küsten Argentiniens brüten 650.000 Paare. Die Gesamtpopulation wird von der IUCN auf etwa 1,3 Millionen Brutpaare geschätzt. Eine Gefährdung des Bestands geht besonders von Ölverschmutzung des Meerwassers aus, aber auch Bejagung und Überfischung spielen eine Rolle. Der Magellanpinguin wird von der IUCN als nicht gefährdet („least concern“) eingestuft wird, wenngleich ein Rückgang des Bestands verzeichnet wird.

## Fortpflanzung

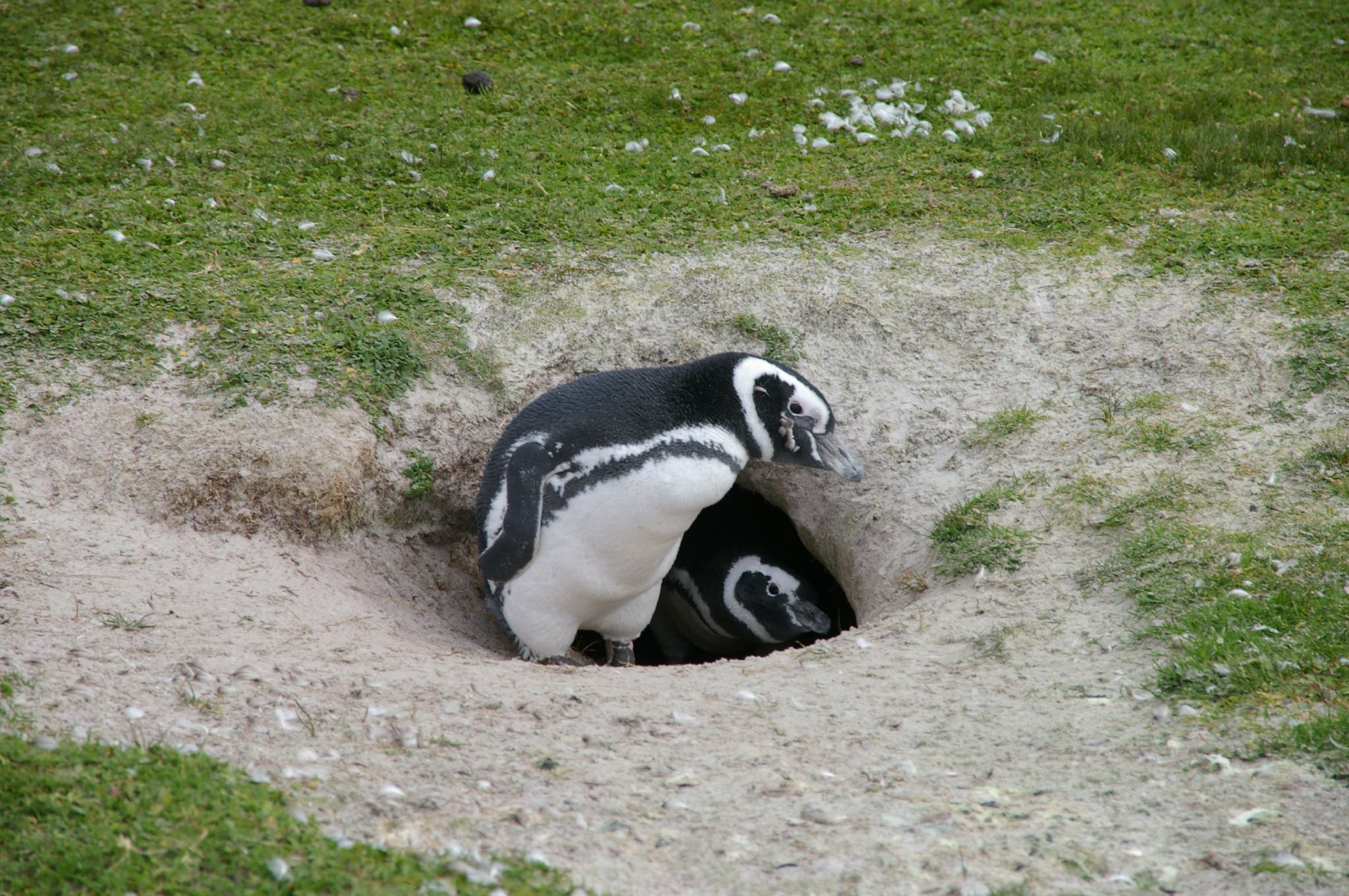
Magellanpinguine bei ihrer Bruthöhle

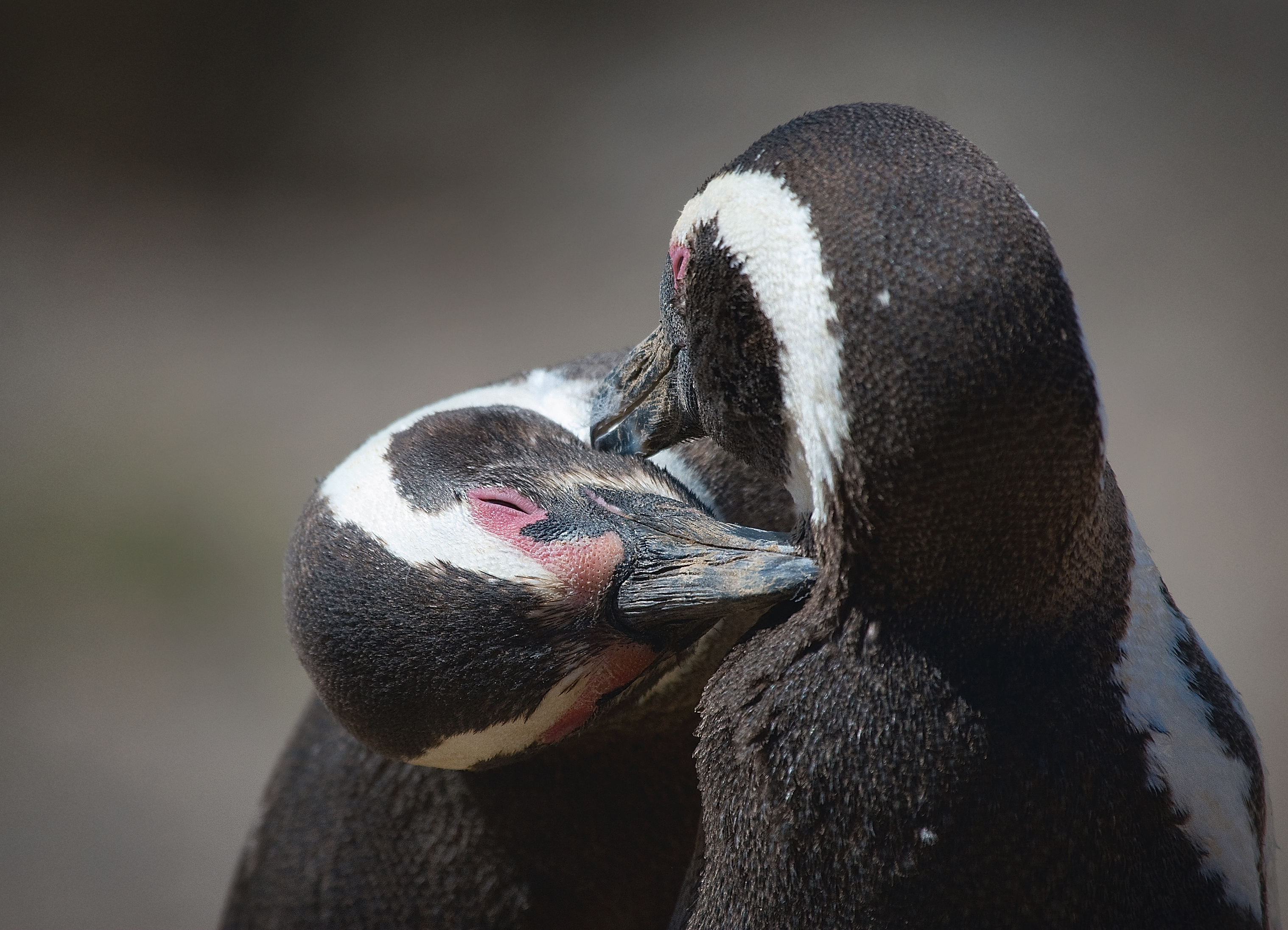
Magellanpinguine verstärken die Paarbindung durch gegenseitige Gefiederpflege

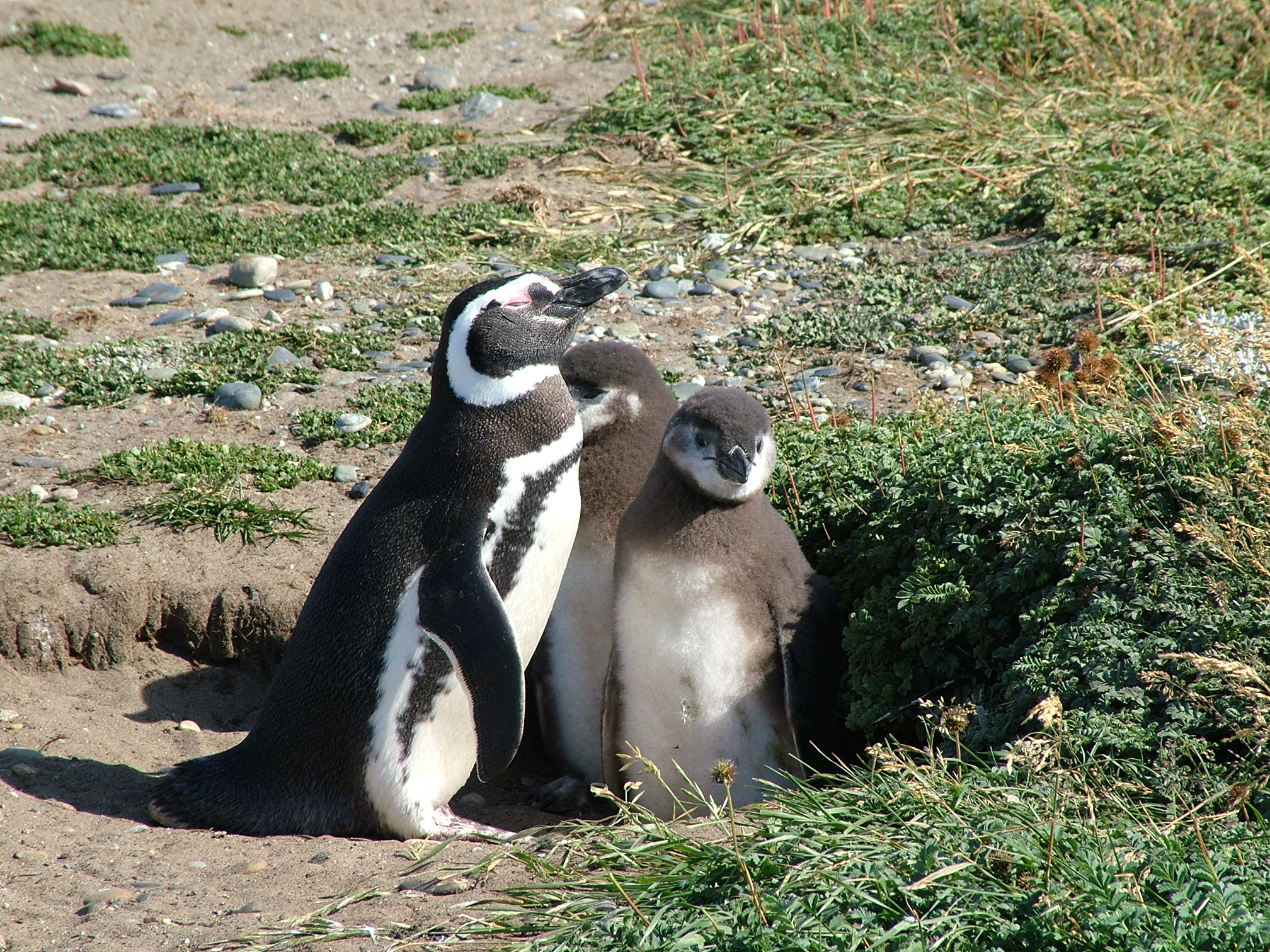
Magellanpinguin mit Jungvögeln vor der Bruthöhle

Weibchen schreiten ab einem Alter von vier Jahren zur Brut, Männchen ab 5 Jahren.
Der Magellanpinguin gräbt dazu eine Bruthöhle, wenn der Erdboden dies zulässt. Ansonsten brütet er in kleinen Mulden, Felsspalten oder unter Sträuchern. Die Weibchen erscheinen im September am Brutplatz, die Eiablage beginnt etwa Mitte Oktober. Die zwei gleich großen Eier werden im Abstand von vier Tagen gelegt und wiegen jeweils etwa 125 g.
Sie werden etwa 40 Tage lang bebrütet. Das Weibchen brütet zuerst, während das Männchen bis zu 500 km vom Brutplatz entfernt jagt. Es löst das Weibchen nach 15 bis 20 Tagen ab. Das Weibchen geht dann auf Jagd.
Nach dem Schlupf der Jungen wechseln sich die Partner täglich beim Hudern ab. Ein Elternteil geht abwechselnd morgens jagen und kehrt später am Tag zurück, so dass die Jungen einmal täglich gefüttert werden. In dieser Zeit jagen die Eltern etwa 40 km vom Brutplatz entfernt. Die Jagd dauert länger, je größer die Jungvögel werden, da sie dann mehr Nahrung benötigen. Die Jungvögel bekommen dann manchmal erst nach einigen Tagen Futter.
Obwohl die beiden Eier gleich groß sind, bevorzugen die Eltern den zuerst geschlüpften Jungvogel bei der Fütterung. Dies führt zu einer höheren Sterblichkeit des zweiten Jungvogels. Dennoch können die Eltern zwei Jungvögel erfolgreich großziehen, wenn sie ausreichend Nahrung herbeischaffen können.
Nach 30 Tagen haben die Jungvögel ihr zweites Dunengefieder und können die Bruthöhle verlassen. Sie bilden keine Jugendgruppen, da die Bruthöhle ihnen guten Schutz vor Kälte und Feinden bietet.
Bei starken Regenfällen können die Jungvögel nass werden und auskühlen, da das Jugendgefieder nicht wasserabweisend ist und nass seine wärmeisolierende Eigenschaft verliert. Die Jungvögel können dann an Unterkühlung sterben. In seltenen Fällen können sie in der Bruthöhle ertrinken.
Mit 9 bis 17 Wochen sind die Jungvögel flügge, je nach Futter.

## Nahrung
Magellanpinguine ernähren sich hauptsächlich von Fisch (z. B. Micromesistius australis, Sprattus fuegensis, Engraulis anchoita und Merluccius hubbsi), Tintenfischen (Loligo gahi, Gonatus antarcticus, Moroteuthis ingens und Onychoteuthis sp.) und Krill (Munida gregaria) in etwa gleichen Anteilen. Die Jagd findet in Wassertiefen bis etwa 50 Meter Tiefe statt, kann jedoch maximal bis in 100 Meter Tiefe gehen. Im Winter können die Magellanpinguine auch auf der Nahrungssuche bis an die Küsten Nordbrasiliens kommen.